# Big Indian (New York)
Pour les articles homonymes, voir Big Indian.
Big Indian est un hameau situé dans la municipalité de Shandaken, dans le  comté d'Ulster et l’état de New York aux États-Unis. Il longe la  Route d’état no 28 dans le Parc Catskill à 27 kilomètres à l'ouest de  Woodstock. Les eaux de l'Esopus baignent la région. Le hameau de Big Indian Hollow est situé légèrement à l'ouest, alors que celui de Big Indian Montagne se trouve au sud-ouest.

## Origine du nom
Un indien lenape nommé Winneesook (nom qui signifie « chute de neige ») vivait près de Marbletown. À cause de sa taille d'environ deux mètres on l’appelait « Big Indian » (le Grand indien). Il aimait une femme de la région, Gertrude Molyneux, qui partageait son amour. Les parents de celle-ci s’opposaient à cette union  ils organisèrent un mariage avec un certain Joseph Bundy. Gertrude, qui détestait cet homme s’enfuit dans le désert avec Winneesook. Quelques années plus tard, un groupe de personnes dirigé par Bundy partit à la recherche d’une vache perdue. Toujours en quête de vengeance ce dernier accusa Big Indian d'avoir volé cette vache. Quand il retrouva Winneesook  il lui tira dessus avec son fusil et le blessa gravement. Après avoir été abandonné à son triste sort, Winneesook se traina jusqu'au pied d’un pin. Gertrude l’y retrouva mourant. Après son enterrement, elle et ses enfants s’installèrent sur ce lieu que l’on nomma « Big Indian ». La mémoire locale affirme que le pin resta en place jusqu'à ce que le chemin de fer traverse Big Indian dans les années 1880 .

## Climat
D’après la classification de Köppen le climat de la région de Big Indian est de type continental humide. Il se caractérise par de grandes différences de températures saisonnières, avec des étés chauds (et souvent humides) et des hivers froids ou très froids.

## Personnalités liées au lieu
- Lhasa de Sela, chanteuse
- Albert Rudolph, gourou